# 且末玉都机场
}}
且末玉都机场是一座中國機場，位於新疆維吾爾自治區巴音郭楞蒙古自治州且末縣。该机场位于且末镇西北约13公里处，拥有一个4500平方米的航站楼和长2800米的跑道。其在2016年12月19日取代之前的机场，先前的机场跑道较短。中国南方航空提供经由库尔勒飞往乌鲁木齐的航班。2019年旅客吞吐量达135,663人次，较前一年增长89.9%。

## 历史
老且末机场位于且末县城北方，距且末镇中心1.2公里。该机场跑道长1700米，01/19方向，飞行区等级为3C，可起降ATR-72型以下客机。停航前，南航新疆公司使用ATR-72客机执行乌鲁木齐经由库尔勒至且末航班，每周7班。由于中国南方航空停止使用ATR72型客机，且末老机场停航。
2013年11月21日，国家发改委下达《关于新疆且末机场迁建工程可行性研究报告的请示》批复，同意迁建新疆且末机场。迁建后机场性质为国内支线机场，本期工程按满足2020年旅客吞吐量12万人次、货邮吞吐量480吨的目标设计。项目总投资约为5.81亿元，包括新建一条跑道长2800米、宽45米，配套垂直联络道长211米、宽18米，跑道主降方向设1套I类精密进近仪表着陆系统和灯光系统，次降方向设B型简易进近灯光系统，飞行区等级4C；新建航站楼3000平方米、站坪3个机位以及各类辅助生产生活设施4860平方米；新建1座塔台和800平方米的航管楼；配套建设通信、气象、供电、给排水、供热、供冷、供气、供油、消防救援等设施。项目于2014年5月开工建设，2016年8月完工。
中国南方航空于2016年8月26日进行试飞。于2016年12月19日正式通航；中国南方航空公司每周五班经由库尔勒飞往乌鲁木齐的航班，使用E190飞机进行运营。该航班标志着由2011年在旧机场结束运营后且末商业航空服务的恢复。

## 航空公司与航点
| 航空公司           | 目的地                          |
| ------------------ | ------------------------------- |
| 中国南方航空（CZ） | 库尔勒-乌鲁木齐                 |
| 華夏航空（G5）     | 库尔勒、和田、若羌、若羌-库尔勒 |

## 机场交通
且末机场无机场大巴，从机场乘坐出租车到达且末市区约20元。

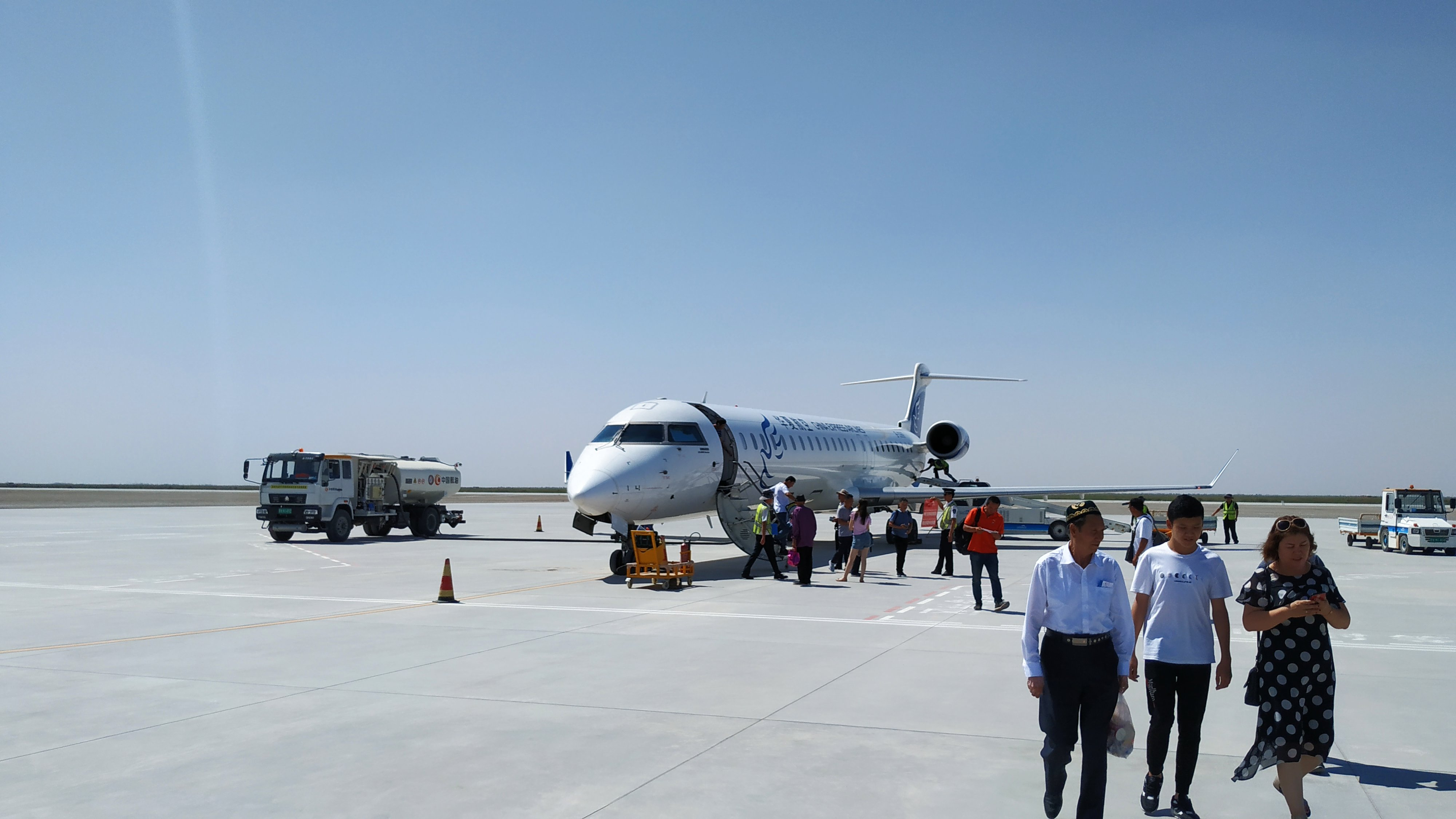
华夏航空庞巴迪CRJ900在且末机场